# Weihrauch & Weihrauch

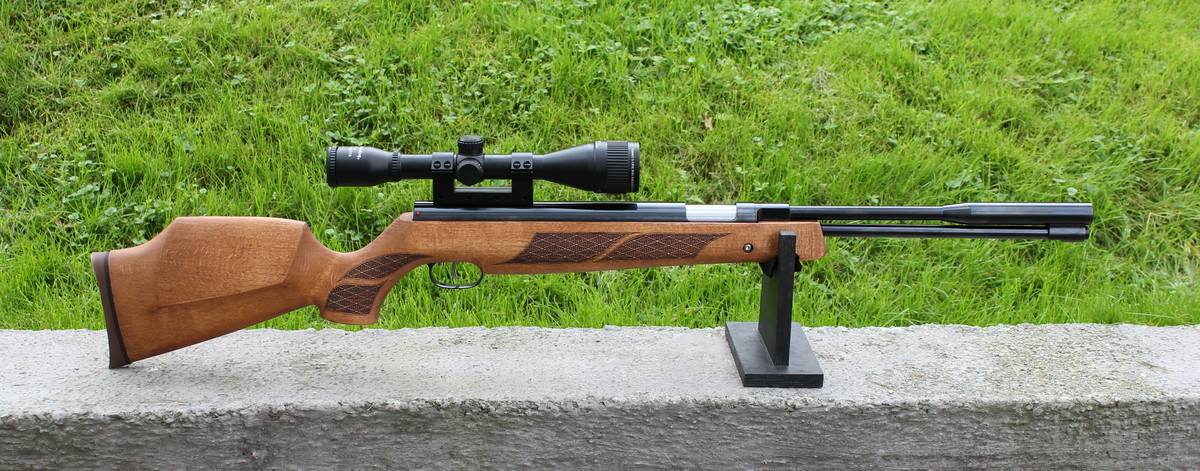
Weihrauch HW 97 K

Weihrauch & Weihrauch (Weihrauch & Weihrauch Sport GmbH & Co. KG) ist ein traditioneller deutscher Kleinwaffenhersteller. Das Unternehmen wurde 1899 in Zella-Mehlis gegründet und hat seit 1948 seinen Sitz in Mellrichstadt. Die Firma ist hauptsächlich als Hersteller von Luftdruckwaffen und Schreckschusswaffen sowie für Revolver bekannt.

## Vorgeschichte
Die Geschichte der Firma Weihrauch folgt der Tradition der Waffenschmiede von Thüringen. Die Historie der Waffenherstellung in Zella-Mehlis und Zella St. Blasii reicht rund 800 Jahre zurück. Schon im Mittelalter gab es im Ort Handwerksinnungen der Waffenschmiede, in denen später auch Büchsenmacher organisiert waren. Bereits im 16. Jahrhundert war die Familie Weihrauch dort im Büchsenmacherhandwerk bekannt. International fand die Fertigung der benachbarten „Waffenstadt Suhl“ Anerkennung und sicherte die Beschäftigung in dieser Region, die vom Aufschwung der Gründerzeit profitierte. Anfang der 1890er Jahre bekam Zella-Mehlis ein Beschussamt, in dem später in Summe etwa fünfzehn Millionen Waffen geprüft wurden. Vor Ort waren zahlreiche Büchsenmacher ansässig, von denen auch Herrmann Weihrauch und Oskar Weihrauch in diesem Handwerk tätig waren und eigene Werkstätten gründeten. Zu Hermann Weihrauch ist bekannt, dass er 1889 Büchsenmachermeister wurde und danach zehn Jahre in Zella als Betriebsleiter für Carl Bartels tätig war, der sein Hauptgeschäft als „Hofbüchsenmacher“ in Wiesbaden betrieb. Zu Oskar Weihrauch, der seinen Betrieb 1898 gründete, wurde überliefert, dass er Jagdwaffen für „Kronprinzen der deutschen kaiserlichen Familie“ gefertigt haben soll. Firmen wie Carl Walther Sportwaffen, J. G. Anschütz, Mercedes-Büromaschinen- & Waffenwerke sowie das Venuswaffenwerk haben ebenfalls ihre Geschichte im Ort. Das Stadtmuseum Zella-Mehlis hat eine Ausstellung zur Geschichte der Industrialisierung und Waffenherstellung.

## Unternehmensgeschichte

### Weihrauch in Zella-Mehlis

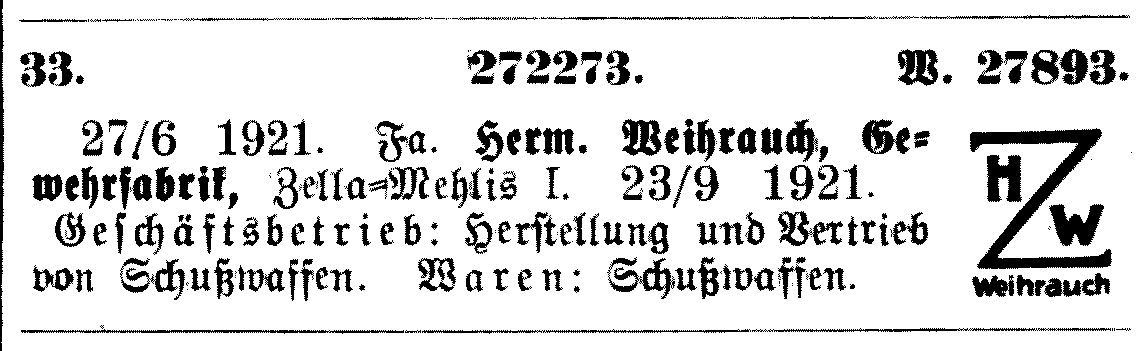
HWZ (Hermann Weihrauch Zella-Mehlis) eingetragen als Warenzeichen 1921

Das Unternehmen wurde 1899 von Hermann Weihrauch (Senior) in Zella-Mehlis gegründet. Zur Herstellung bis in die 1920er Jahre werden Jagdwaffen und Eisenwaren erwähnt. Nachweislich wurde 1921 das Warenzeichen HWZ für die Firma mit Schusswaffenherstellung mit der mehrfach dokumentierten Adresse Amtsstraße 24 in Zella-Mehlis eingetragen. Das Warenzeichen HWZ wurde 1926 in vereinfachter Form nochmals registriert. Im Verlauf der Geschichte wurde der Betrieb mit etlichen Firmennamen erwähnt; anfangs als Einzelunternehmen Hermann Weihrauch und später mit wechselnden Ergänzungen, wie am 22. Dezember 1939 mit „Herm. Weihrauch Gewehr- und Fahrradteile Fabrik O.H.G.“. Zur Herstellung in den 1930er und 1940er Jahren ist, bis auf den Schwerpunkt zu Fahrradteilen und die Scheibenbüchsen wenig bekannt. Es gibt drei Patente zu Pistolen und zwei Patentanmeldungen für Türschließer. Die Fertigung von Zielfernrohrmontageteilen mit Herstellermarkierung „eea“ für die Wehrmacht sowie einige Handelsregistereinträge sind urkundlich belegt. Die Betriebsleitung und Entwicklung lag bei Hermann Weihrauch (Senior) und den Teilhabern Hermann Weihrauch (Junior), Otto Weihrauch (Büchsenmacher) und Werner Weihrauch (Ingenieur). Zur Waffenproduktion vor 1945 sind wenige Hinweise bekannt, die sich folgenden Waffentypen oder Einzelstücken zuordnen lassen:

#### Scheibenbüchsen
Zur Vorkriegsfertigung von Weihrauch in Zella-Mehlis sind zwei Typen von Scheibenbüchsen bekannt, die gelegentlich noch als gebrauchte Gewehre in Auktionen erscheinen:
- HWZ Modell 21 (auch HWZ Kleinkaliber Sportbüchse Modell 1921 oder HWZ 21 Martini-KK 1921). Dieses Modell wird wegen des Verschlusssystems mit Fallblockverschluss auch als Martinibüchse bezeichnet und wurde im Kaliber .22 lfB gefertigt. Die Bauart des HWZ Modell 21 entspricht mit geringen Abweichungen dem Gewehrmodell B. S. A. Model No. 12 Target Rifle.[14][15][16]
- HWZ Modell 29 (auch HWZ Sportbüchse Modell 1929 oder HWZ 29 Vertikalblock). Dieses Modell wird wegen des Verschlusssystems auch als Fallblockbüchse bezeichnet und wurde im Kaliber .22 lfB gefertigt. Dieses Modell ist weniger bekannt als das Modell HWZ Modell 21.[15][17]

#### Repetierbüchsen
Weihrauch fertigte Nachbauten des DSM 34 (auch „Deutsches Sportmodell 1934“ oder „Wehrsportgewehr“) von Mauser im Kaliber .22 lfB. Diese Gewehre wurden (gemeinsam mit anderen Herstellern) unter der Marke „THÜRINGEN DAS GRÜNE HERZ DEUTSCHLANDS“ vertrieben. Diese Modelle sind in angloamerikanischen Bereichen auch als „DSM 34 Green-Heart“ bekannt. Seltener sind Wehrsportgewehre, bei denen Weihrauch als Herstellermarke verwendet wurde.

#### Jagdwaffen
Der Bereich der Jagdwaffen von Weihrauch wird in der Literatur ohne Angaben zum Produktionsumfang erwähnt. Teilweise entstanden auf Basis der Sportwaffen jagdlich nutzbare Gewehre. Für größere Kaliber sind wenige Jagdwaffen von Weihrauch vor 1945 aus Zella-Mehlis bekannt:
- Drilling von Hermann Weihrauch, „World War II Weihrauch Drilling Gun“, zweimal Flintenkaliber 16 und einmal Kugelkaliber 7 × 57 mm.[20]
- Querflinte von Oskar Weihrauch[21]

Nachweislich mit Belegexemplaren zur Fertigung nach 1945 aus Zella-Mehlis sind in der ehemaligen Sowjetunion Querflinten bekannt, bei denen „Herm. Weihrauch“ als Herstellermarke genutzt wurde. Von Otto Weihrauch ist für die Nachkriegszeit eine Querflinte überliefert, die im Oktober 1951 zur Beschussprüfung in Suhl vorgestellt wurde.

#### Sonstige Typen
- Die HWZ Para-Luftpistole (auch HWZ LP1 genannt) war ein Prototyp, der in der Fachliteratur auffindbar ist (siehe Abschnitt Weihrauch Entwicklungen und Patente).[24]
- Andere Waffenmodelle wurden möglicherweise von Weihrauch im Rahmen von Kooperationen gefertigt. Bis auf wenige Hinweise zur Existenz solcher Gemeinschaften, wie dem „Verband Zella-Mehliser Waffenfabrikanten e.V.“ oder der Herstellergemeinschaft „Waffengenossenschaft Zella-Mehlis“, sind keine Details zur Waffenproduktion in diesem Rahmen bekannt. Montagearbeiten unbekannten Umfangs wurden Mitte der 1920er Jahre für die Reichswehr mit „Zubehörteilen“ für Maschinengewehre ausgeführt, die von der Hannoverschen Waggonfabrik geliefert wurden.[25]

#### Fahrradteileproduktion und Firmenauflösung
Nach dem Ende des Zweiten Weltkrieges war die Firma in Zella-Mehlis zunächst von Beschlagnahmen, Demontage und Enteignung betroffen. Am 3. April 1945 wurde Zella-Mehlis vom US-Militär besetzt. Die Amerikaner waren insbesondere an den waffenproduzierenden Betrieben interessiert, die sie durchsuchten und Material beschlagnahmten. Drei Monate später kam der Ort mit seinen Betrieben unter sowjetische Verwaltung, die ab dem 9. Juli 1945 von der Sowjetischen Militäradministration des Bundeslandes Thüringen (SMATh) ausgeübt wurde. Zur Firma wurde notiert: „Hermann Weihrauch Fahrradfabrik -Freigabe von Spezialmaschinen für Tretlagerkonstruktionen durch die SMAD, Juni – Juli 1946 ThHStAW, LTh, MdI, AzS LK Nr. 6310“. Für die Fahrradindustrie in der Sowjetischen Besatzungszone wurde der Betrieb ein wichtiger Lieferant für Tretlager und Fahrradbremsen. Zur Waffenproduktion sind nur wenige Objekte aus der IFA-Zeit bekannt. Einen Hinweis dazu ergibt auch der Firmeneintrag im Verzeichnis der Industriebetriebe der DDR, in dem 1950 neben Tretlagern auch Jagdgewehre genannt werden. Die Nachfolgebetriebe in der Amtsstraße 24 erfuhren im Laufe der Zeit etliche Umwandlungen:

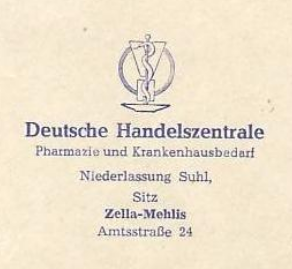
Deutsche Handelszentrale (1957)

- bis 1946 Hermann Weihrauch, Fahrradteile- und Metallwaren-Fabrik, Zella-Mehlis
- ab 1947 VVB (Z) IFA Tretlagerwerk, Zella-Mehlis, Amtsstraße 24
- ab spätestens 1952 VEB Fahrradteilewerk Zella-Mehlis VVB IFA, Zella-Mehlis (Thür), Amtsstraße 24
- ab 1953 VEB Fahrradteilewerk Zella-Mehlis, Zella-Mehlis (Thür), Amtsstraße 24
- 1954 VEB Fahrradteilewerk Zella-Mehlis, Zella-Mehlis (Thür), Reissmannstraße 24
- ab 1954 VEB Fahrzeugteilewerk Zella-Mehlis, Zella-Mehlis (Thür), Reissmannstraße 24
- ab 1958 WERK II des VEB Fahrzeug- und Gerätewerk Simson; später Fahrzeug- und Jagdwaffenwerk „Ernst Thälmann“

Als Herstellermarken für Fahrradteile wurden FTZW und FATEX bekannt. Zum ehemaligen Firmensitz in der Amtsstraße 24 ist überliefert, dass dort die Deutsche Handelszentrale Pharmazie- und Krankenhausbedarf, Niederlassung Suhl bis zum 29. Oktober 1958 als eigenständiger Betrieb aktiv war, der unter Erfurter Leitung bis etwa 1962 weitergeführt wurde. In den 2010er Jahren war das ehemalige Firmengrundstück als unbebautes Areal bekannt und wird in der Liste der „Rüstungsaltlastverdachtsstandorte“ als Objekt Nummer 06060 geführt.

### Weihrauch in Mellrichstadt
Nach der Enteignung des Betriebes in Zella-Mehlis gründeten Hermann Weihrauch (Junior) und Hans Weihrauch in Mellrichstadt ihre Firma 1948 neu. Der räumliche Abstand zwischen dem alten Betrieb in Zella-Mehlis und dem neuen Betrieb in Mellrichstadt beträgt rund 50 Kilometer. Die neue Betriebsstätte wurde nach und nach in drei Holzbaracken eingerichtet und fertigte in den ersten Jahren hauptsächlich Teile zur Fahrradtechnik. Nach dem Auslaufen von Herstellungsbeschränkungen für die Bundesrepublik Deutschland wurde wieder die Waffenproduktion aufgenommen. Spätere WEU-Herstellungsbeschränkungen für die Bundesrepublik sind im Protokoll Nr. III zum WEU-Vertrag vom 23. Oktober 1954 über die Rüstungskontrolle enthalten (siehe Pariser Verträge). In den 1950er Jahren wurden zuerst Luftdruckwaffen und weitere Sportgewehre entwickelt/produziert. Wichtig für die Entwicklung des Unternehmens war eine Außenstelle der bayerischen Beschussverwaltung, die 1955 in Mellrichstadt eingerichtet wurde. Bis zum Ende der 1950er Jahre hatte sich die Firma als Qualitätshersteller von Sportwaffen etabliert und wurde dementsprechend im Waffenhandel sowie in Katalogen geführt.
In den 1960er Jahren konnte man die Produktion ausweiten und neben Gewehren auch Pistolen und Revolver fertigen. Luftdruck- und Schreckschusswaffen bildeten das Kerngeschäft, neben dem zusätzlich Jagdwaffen, Abzugsvarianten und Zubehör für Visierungen gefertigt wurden. Die Ausweitung des Vertriebes nach Nordamerika wurde durch Kooperationen mit US-amerikanischen Firmen gestützt. Neben den eigenen Marken HWM und Arminius wurde auch für Handelsmarken wie Burgo, Fabico, BSF, Beeman und weitere produziert. Der Erfolg dieses Jahrzehnts wurde durch den Tod von Hermann Weihrauch im Jahre 1967 überschattet. Die Firma wurde dann in der 3. Generation von Hans Weihrauch und seiner Ehefrau Christel Weihrauch weitergeführt.
Im Jahre 2000 hatte die Firma Weihrauch den Wechsel zum 21. Jahrhundert mit über 100 Jahren Firmentradition in allen Bereichen gut überstanden. Die Aufstellung der Firma als Waffenhersteller war gesichert, und die Geschäftsführung wurde in der 4. Generation des Familienbetriebes von den Brüdern Hans-Hermann Weihrauch und Stefan Weihrauch ausgeübt. Die in die Jahre gekommenen Gebäude und Produktionsanlagen wurden ab 2008 abgebrochen und in mehreren Abschnitten bis 2014 zu einem modernisierten Standort ausgebaut. Im Pressespiegel finden sich bis in die 2010er Jahre Schwerpunkte zur Ausbildung mit Lehrstellen, zur Ehrung langjähriger Firmenmitarbeiter und zur Zusammenarbeit mit dem Beschussamt von Mellrichstadt.
Ausgewählte Firmenangaben zum Jahr 2008: „Zur Herstellung der Läufe und Einzelteile werden Spezialwerkstoffe und -materialien verwendet. Modernste Maschinen werden in der Fertigung eingesetzt. Die Firma zählt rund 100 Mitarbeiter. Knapp 60000 Sportwaffen verlassen alljährlich die Produktionshallen, die Exportquote liegt bei 70 Prozent.“
Markenübesicht:
- HWM = Firmenmarke
- Arminius = Hausmarke
- Burgo = Handelsmarke US-Importeur Karl Burgsmüller
- Fabico = Handelsmarke US-Importeur Fabico Gun Co. in Jacksonville Florida, Fabico = Abkürzung für F.A. Bower Import Company (frühe 1950/60er Jahre)
- FKN = Handelsmarke Versandhaus Fern-Kauf-Nord Waffen GmbH, Celle (vorwiegend in den 1950/60er Jahren für BSF bedeutend)
- BSF = Handelsmarke Bayerischer Sportwaffen Fabrik (mit Vorgeschichte Wischo)
- Beeman = US-Hersteller von Luftgewehren (Vertrieb & Kooperationspartner bei Entwicklungen)

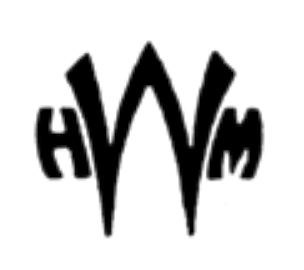
Firmenmarke HWM (Hermann Weihrauch Mellrichstadt)
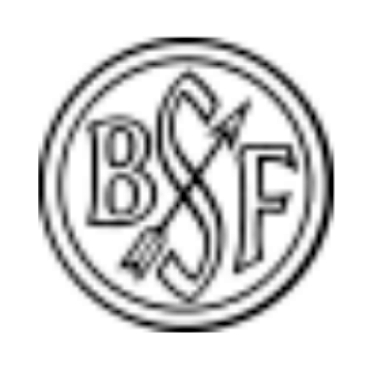
Handelsmarke BSF (Bayerische Sportwaffen Fabrik)

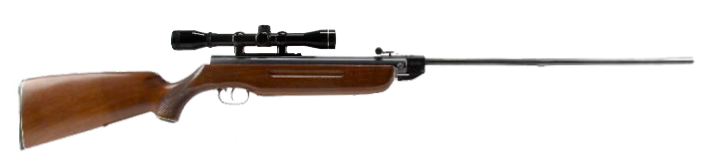
Weihrauch HW 35

Die Übersicht zur Produktion von Weihrauch in Mellrichstadt spiegelt deren Kerngeschäft seit den 1950er Jahren. Das Luftdruckgewehr HW 50V war 1950 das erste Modell. Die Entwicklungsgeschichte der Produktlinien und Modellvarianten lässt sich teils schwierig nachvollziehen, da einige Modellreihen (mit Verbesserungen) über Jahrzehnte gefertigt wurden. Deshalb sind nachfolgend nur die Hauptlinien dargestellt. Eine vollständige Abbildung der Modellhistorie mit allen Varianten und mit Modellen für Handelsmarken würde den Rahmen sprengen.

#### Luftdruckgewehre
Die Bandbreite der Luftgewehre von Weihrauch umfasst zahlreiche Modelle mit verschiedenen Funktionsprinzipien: Federkolbengewehre mit Knicklauf oder Spannhebel sowie Gaskolben- und Gasdruckgewehre in verschiedenen Luftgewehrkalibern. Nachfolgend eine (unvollständige) Übersicht ohne Modellvarianten:
| Federkolben mit Knicklauf (1950er Jahre) - Modell HW 50V (1950) - Modell HW 35 (Weitschussgewehre) - Modell HW 50 (Standard- und Sportgewehre) - Modell HW 55 (Präzisionsgewehre) | Federkolben mit Knicklauf (60er Jahre bis ca. 1990er Jahre) - Modell HW 25 (Juniorgewehre) - Modell HW 30 (Standardgewehre) - Modell HW 35 (Weitschussgewehre) - Modell HW 40 (Standardgewehre) - Modell HW 45 (Weitschussgewehre) - Modell HW 50 (Standard- und Sportgewehre) - Modell HW 55 (Präzisionsgewehre) | Federkolben mit Knicklauf (ab ca. 1990er Jahre) - Modell HW 30 - Modell HW 35 - Modell HW 50 - Modell HW 80 - Modell HW 85 - Modell HW 95 - Modell HW 98 | Federkolben mit Unterspannhebel - Modell HW 57 (ab frühe 2000er Jahre) - Modell HW 77 (ab 1983) - Modell HW 97 (ab 1994) | Hochdruckspeicher - Modell HW 100 (ab 2005) - Modell HW 110 (ab 2016) | Gaskolben - Modell HW 90 (ab ca. 2000er Jahre) |

Das Luftdruckgewehr EL54 Barakuda / Weihrauch HW35 von 1954 nimmt eine Sonderstellung ein (siehe Abschnitt Entwicklungen und Patente). Es wurde von der Barakuda-Gesellschaft vertrieben.

#### Luftdruckpistolen

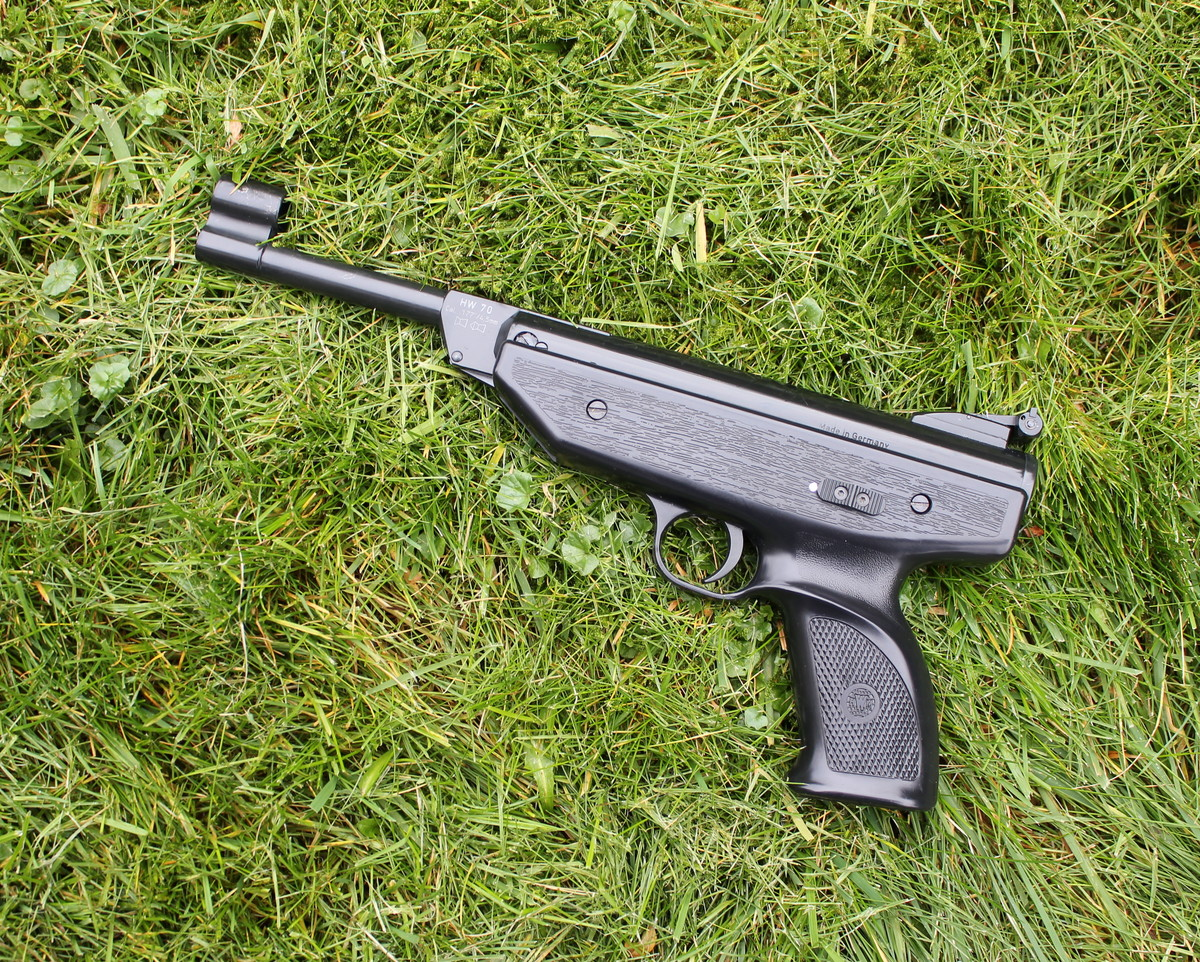
Weihrauch HW 70

Erste Luftdruckpistolen wurden von Weihrauch ab 1970 produziert. Zuerst wurde das Modell HW 70 mit Knicklauf und Federkolben vorgestellt. Später kamen weitere Modelle mit Federkolben und Gasdruckspeichern hinzu. Die Luftdruckpistolen von Weihrauch sind in den üblichen Luftgewehrkalibern 4,5 mm (.177), 5 mm (.20) und 5,5 mm (.22) bekannt. Die Basisvarianten lassen sich wie folgt gruppieren:
| Federkolben - Modell HW 70 (mit Knicklauf) - Modell HW 45 (mit Spannhebel) | Pumpspeicher - Modell HW 40 (mit Pumphebel) - Modell HW 75 (mit Pumphebel) | Hochdruckspeicher - Modell HW 44 (mit Füllanschluß) |

Weitere Luftpistolen wurden von Weihrauch unter der Marke BSF (Bayerische Sportwaffenfabrik) hergestellt und vertrieben.

#### Revolver

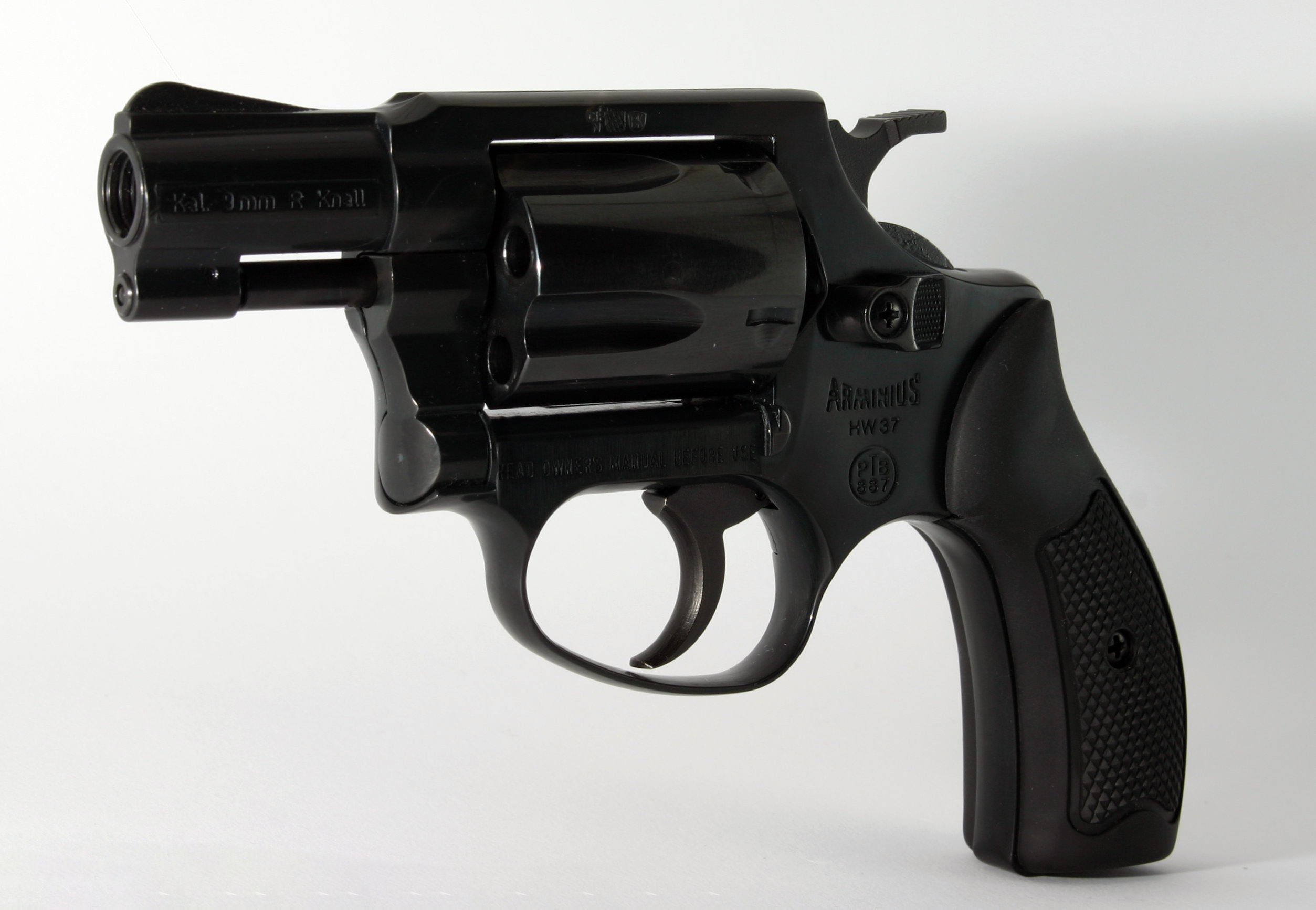
Weihrauch HW 37

Weihrauch-Arminius-Revolver aus Mellrichstadt sind seit 1960 international bekannt. Die Marke Arminius wurde vor 1945 von Friedrich Pickert mit den Arminius-Werken in Zella-Mehlis genutzt. Varianten der Arminius-Revolver sind in Kalibern von .22 lfB bis .45 Colt verbreitet. HW 1 und HW 2 waren die ersten Schreckschussrevolver. Einige Modelle wie HW 3 (Produktionsbeginn 1960), HW 5 (Produktionsbeginn 1962) und HW 7 (Produktionsbeginn 1965), wurden (mit Verbesserungen) über 50 Jahre (Stand 2019) mit den gleichen Modellbezeichnungen vertrieben. Zusätzlich wurden im deutschen Markt Revolver unter den Handelsmarken „Gecado“ und „Geko“ sowie unter weiteren Marken im Ausland vertrieben. Bei den Revolvern gibt es Varianten für den Schießsport, für den Jagdbetrieb, als Westernwaffe und als Schreckschusswaffen. Für Wettbewerbe im Schießsport entwickelte Weihrauch einige Sondermodelle, die sich erfolgreich bewährten und deren Verbesserungen in die Serienmodelle für den Schießsport einflossen.

#### Sonstige Typen
Die Fertigung von Kleinkalibergewehren bei Weihrauch in Mellrichstadt begann mit dem Modell HW 52. Diese Einzellader-Fallblockbüchse wurde von 1952 bis in die 1980er Jahre gefertigt. Sie wurde als Sport- und als Jagdgewehr in den Kalibern .22 lfB, .22 Hornet, .222 Remington, 5,6 x 35 R Vierling, 5,6 × 50 mm R Magnum und als Feuerstutzen im Kaliber 8,15 x 46 R angeboten. In den 1980er Jahren wurde das Repetiergewehr Modell HW 60, ab den 1990er Jahren das Repetiergewehr Modell HW 66, eingeführt. Diese Repetiergewehre sind als Sport- und Jagdwaffen ausgelegt und sind mit folgenden Kalibern bekannt: .17 Mach 2, .17 HMR, .17 Hornet, .22 lfB, .22 WMR, .22 Hornet, .222 Remington.
Die Schreckschusspistole Modell HW 94 im Kaliber 9 mm R.K. ist die einzige Pistole von Weihrauch, die für Revolvermunition ausgelegt ist.
| Gewehre für Patronenmunition - Modell HW 52 (1950er bis 1980er Jahre) - Modell HW 60 (ab 1980er Jahre) - Modell HW 66 (ab 1990er Jahre) | Schreckschusspistole - Modell HW 94 |

#### Kleinteilefertigung, Zubehör und Dienstleistungen
Die Fertigung von Fahrradteilen beschäftigte das Unternehmen in den ersten Jahren. Seit den 1950er Jahren wurden Kleinteile und Zubehör zu den Waffenmodellen von Weihrauch gefertigt. Zielhilfen, Montagen für Zielfernrohre und Abzugsgruppen aus eigener Fertigung und Zubehör von Fremdherstellern sind bis in das 21. Jahrhundert bei Weihrauch verfügbar. Im 21. Jahrhundert bietet die Firma Kunden-/Ersatzteilservice und ihre Dienste im Bereich der Oberflächenbehandlung für Metallwaren an. In der Oberflächentechnik wurden neben Kleinaufträgen auch größere Stückzahlen aus Bereichen wie Automobil-, Elektro- oder Möbelindustrie ausgeführt.

### Entwicklungen und Patente
Im Verlauf der Firmengeschichte wurden unterschiedlichste Innovationen hervorgebracht, von denen einige besondere Rezeption fanden. Nachfolgend eine Übersicht von Entwicklungen die besonderen Bekanntheitsgrad erreichten:
- Matchabzug-Rekord: Um 1955 stellte Weihrauch diesen „stecherartigen Matchabzug“ vor. Der Abzug bewährte sich in Sportwettbewerben erfolgreich. Fast alle Luftgewehre von Weihrauch wurden mit diesem Abzug ausgestattet. Noch im 21. Jahrhundert wird dieser Abzug wegen seiner Charakteristik und Qualität geschätzt.[37][39][51]

- Revolver Arminius HW-9 ST Silhouetten-Modell: Hans-Herrmann Weihrauch entwickelte 1991 ein Sondermodell für Meisterschaften. Mit dieser Waffe wurde Doris Latz im Silhouettenschießen (Metallic silhouette shooting) A-Klassensiegerin bei der Europameisterschaft und 8. internationalen deutsche Meisterschaft 1992 in Baumholder. Basierend auf diesem Sondermodell wurde später ein Serienmodell für Sportschützen, das seit Mitte 1996 offiziell durch die International Metallic Silhouette Shooting Union (IMSSU) zugelassen ist.[46][47]

- EL54 Barakuda / Weihrauch HW35: 1954 wurde das EL54 wurde als Hochdruckluftgewehr auf Basis des Modell HW35 konzipiert, konnte sich aber nicht durchsetzen. Als besondere Innovation dieser Waffe gilt die Druckerhöhung mittels Ether. Dabei wird aus einer Ampulle für jeden Schuss eine kleine Menge Ether eingespritzt, die nach dem Dieselprinzip beim Schuss eine Druckerhöhung bewirkt. Die Barakuda-Gesellschaft Ristau & Co. aus Hamburg war Patentinhaber der Erfindung und ebenfalls für den Vertrieb verantwortlich. Das Modell wurde mit geringem Erfolg in den USA und in Europa vertrieben.[52][53][54][55][56]

- HWZ Para-Luftpistole (auch HWZ LP1 genannt) war ein Prototyp, der in der Fachliteratur auffindbar ist. In der Veröffentlichung zum Patent-Nr. 739124 vom März 1939 wird ausdrücklich erwähnt: „Sie bezweckt die Schaffung einer beim Spannen in ähnlicher Weise wie die Armeepistole 08 zu handhabenden Waffe für Übungszwecke.“ Eine Ähnlichkeit zur Form der Parabellumpistole (auch als Pistole 08 oder Para bekannt) ist in der Zeichnung zum Patent erkennbar. Dieses Patent, bei dem Adalbert Kadits mitwirkte, war das Letzte in der Reihe der vorangegangenen Patente zu Luftpistolen von Weihrauch. Ein Vorgängermodell der HWZ Para wurde von dem Berliner Hersteller Stanley Waffen GmbH (Berlin-Wilmersdorf, Bregenzer Straße 11) herstellt. Die Stanley Aero-para wurde mit einem obenliegenden Spannhebel geladen und hatte ein 30 Schuss-Magazin. Sie ist weitgehend mit dem späteren Modell der Patentzeichnung von Weihrauch vergleichbar. Die Aero-para wurde im Handel vertrieben. Eine Serienfertigung von Weihrauch ist nicht bekannt. Ein Exemplar der HWZ Para-Luftpistole existiert im Archiv des amerikanischen Waffenhistorikers Robert Beeman.[24][57][40][58][59][60]

- Zielfernrohrmontagen: Für die Wehrmacht wurden von Weihrauch insbesondere Zielfernrohrmontagen gefertigt, die als Herstellerskennzeichnung mit HWZ oder dem Waffenamt Code (WaA-Code) eea versehen wurden.[9]

Weihrauch Patent-Informationen:
- Patent  DE734985: Selbstladepistole mit Spannabzug. Veröffentlicht am 4. Mai 1943, Anmelder: Hermann Weihrauch Gewehr und Fahrradteilefabrik.‌
- Patent  DE739126: Selbstladepistole mit Spannabzug. Veröffentlicht am 11. September 1943, Anmelder: Hermann Weihrauch Gewehr und Fahrradteilefabrik.‌
- Patent  DE739124: Insbesondere als Pistole ausgebildete Druckluftschusswaffe. Veröffentlicht am 11. September 1943, Anmelder: Firma Hermann Weihrauch.‌
- Patent  DE2327335: Trommel-Revolver. Veröffentlicht am 12. Dezember 1974, Anmelder: Hermann Weihrauch OHG Sportwaffen und Fahrradteilefabrik, 8744 Mellrichstadt, DE.‌
- Patent  DE3818838: Pistole. Veröffentlicht am 7. Dezember 1989, Anmelder: Hermann Weihrauch KG, 8744 Mellrichstadt, DE, Erfinder: Helmut Sauer, 8745 Ostheim, DE.‌
- Patent  DE674237: Tuerschliesser mit Feststellvorrichtung. Angemeldet am 5. Februar 1937, veröffentlicht am 11. April 1939, Anmelder: Firma Hermann Weihrauch.‌
- Patent  DE674237: Hydraulischer Tuerschliesser. Veröffentlicht am 2. August 1940, Anmelder: Hermann Weihrauch, Waffenfabrik.‌

EL54 Barakuda / Weihrauch HW35:
- Patent  DE1019209: Luftgewehr. Veröffentlicht am 7. November 1957, Anmelder: Barakuda-Gesellschaft Ristau & Co..‌